# Три года (фильм)
«Три года» — советский двухсерийный телевизионный фильм 1980 года по одноимённой повести А. П. Чехова режиссёров Дмитрия Долинина и Станислава Любшина.

## Сюжет
Алексей Фёдорович Лаптев, сын богатого московского купца, приезжает навестить тяжелобольную сестру Нину в небольшой городок. Там он знакомится с милой девушкой Юлией и влюбляется в неё. Юлия хоть и не испытывает к главному герою серьёзных чувств, но тем не менее выходит за него замуж. Спустя некоторое время после свадьбы Лаптев начинает понимать, что в их семье страдают оба: жена тяготится обществом мужа, а тот понимает, что не может сделать Юлию счастливой. Отношения между ними складываются непросто, но любовь приходит к ним после одного трагического события,[уточнить] спустя три года.

## В главных ролях
- Станислав Любшин — Алексей Фёдорович Лаптев
- Альберт Филозов — Фёдор Лаптев
- Сергей Плотников — Лаптев-старший, Фёдор Степанович Лаптев
- Светлана Смирнова — Юлия Белавина
- Николай Пастухов — Сергей Борисович Белавин, отец Юлии
- Ия Саввина — Нина Фёдоровна Лаптева, сестра Алексея
- Юрий Яковлев — Григорий Николаевич Панауров, муж Нины Фёдоровны
- Алиса Фрейндлих — Полина Рассудина, учительница музыки
- Валентин Гафт — Иван Гаврилович Ярцев, учёный-химик
- Владимир Носик — Константин Иванович Кочевой, юрист
- Анастасия Немоляева — Сашенька, дочь Нины Фёдоровны и Панаурова
- Станислав Хитров — Початкин, управляющий в конторе Лаптевых
- Игорь Безяев — Мокеичев, управляющий в конторе Лаптевых

## Отзывы
Критикой и киноведами дана высокая оценка фильму.

При том, что это телевизионный фильм, отмечена такая его особенность, как осторожное отношение как к «театральной условности», так и к «кинематографической сверхподлинности»:

Так, стремясь снять «чистый» фильм, не разбавленный телевизионным прорывом в прямой контакт со зрителем, С. Любшин ставит чеховские «Три года». Сценарий строится как замкнутая в себе реальность, отодвинутая в прошлое, на которую мы смотрим со стороны и из отдаления времени. Всё подчинено объективности взгляда на мир, в котором существуют герои, подробности изображения среды. Выходы за пределы диалогов отсутствуют.— Телевидение и литература / Е. В. Гальперина. — М.: Искусство, 1983. — 216 с. — стр. 87
Похвалы критиков получило и исполнение ролей актёрами.

Так Л. Ф. Закржевская в ежегоднике «Экран» писала, что «Алексей в исполнении Любшина импульсивен, наступателен и отнюдь не безропотен, цену себе знает и своего не упустит. Короче, в нём уловлены штрихи глубоко жизненного характера».
Киновед Б. М. Поюровский, отмечая, что роль Фёдора Лаптева была одной из любимых ролей актёра Филозова, писал, что он «очень деликатно играл сумасшествие, симпатизировал своему герою»., а М. М. Черненко в принципе выделил эту роль из всех киноролей актёра, не взявшись её комментировать в своём очерке-обзоре его творчества:

Самая, вероятно, значительная, я сказал бы, самая «мхатовская» по психологической и бытовой достоверности работа Филозова в телевизионной экранизации А. П. Чехова — «Три года», но я позволю себе предположить, что роль, вероятно, следовало бы рассматривать в рамках сценической биографии актёра, во многом отличающейся от биографии экранной.— Мирон Черненко — Этот многоликий Филозов // Искусство кино, № 8, 1985
Работа оператора, в которой заметно влияние опыта лучших советских кинооператоров, также получила высокую оценку:

Фильм «Три года» и работа в нём Аграновича так же трудно поддаются лаконичному определению («формулированию»), как и сама проза Чехова. Здесь нет доминанты, определяющего взгляда, зато имеется многослойность, допускающая всякого рода нюансы: скажем, сцена с заболевшим душевно Фёдором (кстати, думаю, это лучшая роль А. Филозова в кино и на телевидении) схожа с решением Юсова, диалоги Лаптева и Панаурова, особенно последний, сняты как будто камерой Г. Рерберга, купеческий лабаз или шалости Ярцева и Кочевого на даче напоминают лебешевские решения, а пейзажи вполне на уровне скромного эпоса Л. Калашникова. И всё же это свой стиль, отвечающий чеховскому, в котором эпос и простота, ирония и боль, печаль и тепло нераздельны.— Советский экран, 1990